# Capella del Vilar de Talaixà
La Capella del Vilar de Talaixà és una obra de Montagut i Oix (Garrotxa) inclosa a l'Inventari del Patrimoni Arquitectònic de Catalunya.

## Descripció
La gran masia del Vilar de Talaixà està situada a mig camí entre la Vall d'Hortmoier i el poble de Sant Martí de Talaixà. A principis de segle Cèsar August Torras escrivia sobre aquesta masia: "...gran i antiga casa pintorescament situada sobre el camí. Té una capella annexa. En son gran menjador hi ha penjats per les parets notables exemplars d'àligues, ducs, xutes i tota llei d'aus carniceres, caçades en els cingles del voltant. Els amos de la casa, que sols hi viuen a temporades, i als qui pertany a la vegada el Vilar d'Oix, són en extrem amables, cavallers i hospitalaris."
D'aquesta antiga capella, avui, resten la majoria dels seus murs, malgrat estar tapats per una exuberant vegetació. És d'una sola nau amb absis semicircular i porta d'ingrés a la façana de ponent damunt la qual s'alçava un campanar de cadireta -d'una sola obertura-.
La masia del Vilar de Talaixà avui és una ruïna total, restant dempeus (i amb gran dificultat) restes de les antigues quadres i corrals, situats als baixos del mas, formats per nombrosos arcs de mig punt i coberta amb voltes d'aresta.